# Nuyina
RSV Nuyina är ett australiskt isbrytande polarforsknings- och försörjningsfartyg, som byggs i Rumänien.  
Fartyget ritades av Knud E Hansen A/S och detaljritades av Damen Shipyards Group. Damen bygger henne på sitt varv i Galați i Rumänien. 
Fartygets namn kommer från det tasmanska palawa kani-språkets ord för polarsken.
Nuyina förväntas levereras 2020 och göra sin första seglats till Antarktis sommarsäsongen 2020/2021. Den ska drivas av Serco Group plc under ledning av statliga Australian Antarctic Division. 